# Lizzy Hawker
Pour les articles homonymes, voir Hawker.
Elizabeth Hawker, dite Lizzy Hawker ou Liz Hawker, est une coureuse britannique d'ultra-trail née le 10 mars 1976 à Londres.

## Biographie
Lizzy Hawker est titulaire d'un master de sciences naturelles à l'Université de Cambridge depuis 2003, et d'un master d'océanographie de l'Université de Southampton depuis 2005. 

## Distinctions
- En août 2005 elle remporte sa première victoire à l'Ultra-Trail du Mont-Blanc dans la catégorie féminine.
- En 2006 elle remporte la médaille d'or aux championnats du monde des 100 km en Corée du Sud.
- En 2007, elle établit un premier record en reliant Katmandou depuis le camp de base de l'Everest en courant en 77 heures et 36 minutes.
- En septembre 2011 elle établit le record de distance parcourue sur route en 24 heures (247,07 kilomètres) aux championnats du Commonwealth.
- La même année, elle est désignée athlète de l'année par l'Association internationale des ultra-runners.
- En novembre, elle remporte l'Everest Sky Race. À la suite de cette épreuve, elle retourne à Katmandou en courant et en profite pour améliorer son propre record entre Camp de base de l'Everest et Katmandou en 71 heures et 25 minutes.
- En 2012 elle remporte sa 5e victoire à l'Ultra-Trail du Mont-Blanc.
- En avril 2013, elle améliore une nouvelle fois son record entre Camp de base de l'Everest et Katmandou en 63 heures et 8 minutes.